# Villa Tauchnitz

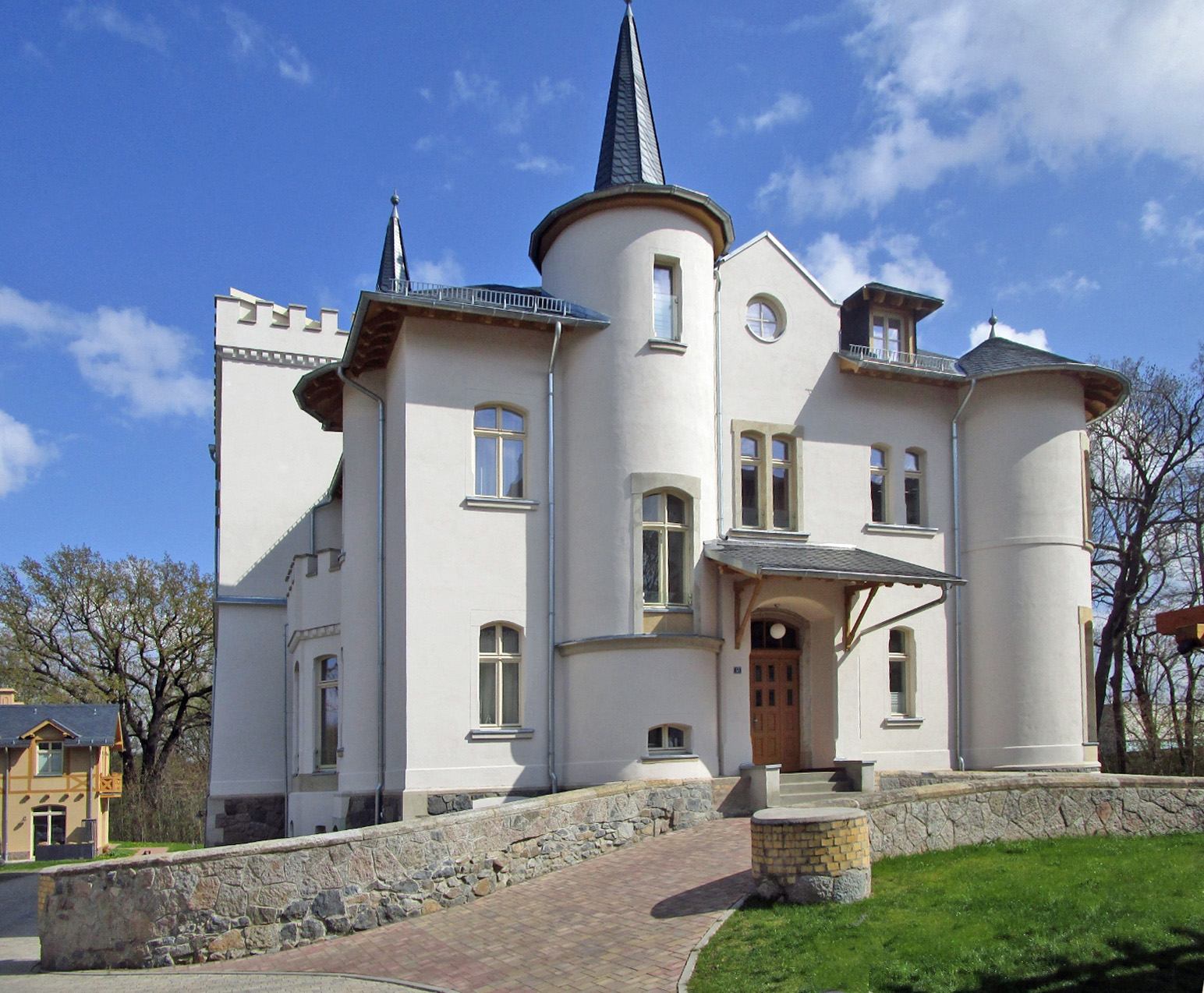
Die Villa Tauchnitz, Straßenseite (2021)

Die Villa Tauchnitz ist eine ehemals herrschaftliche Villa im Leipziger Stadtteil Kleinzschocher. Sie steht unter Denkmalschutz.

## Lage und Architektur
Die Villa steht auf dem Anwesen Windorfer Straße 55. Das circa 6600 m² große parkähnliche Grundstück grenzt rückseitig an den Volkspark Kleinzschocher und enthält drei weitere kleinere Gebäude. Die Gesamtanlage dient zu Wohnzwecken.

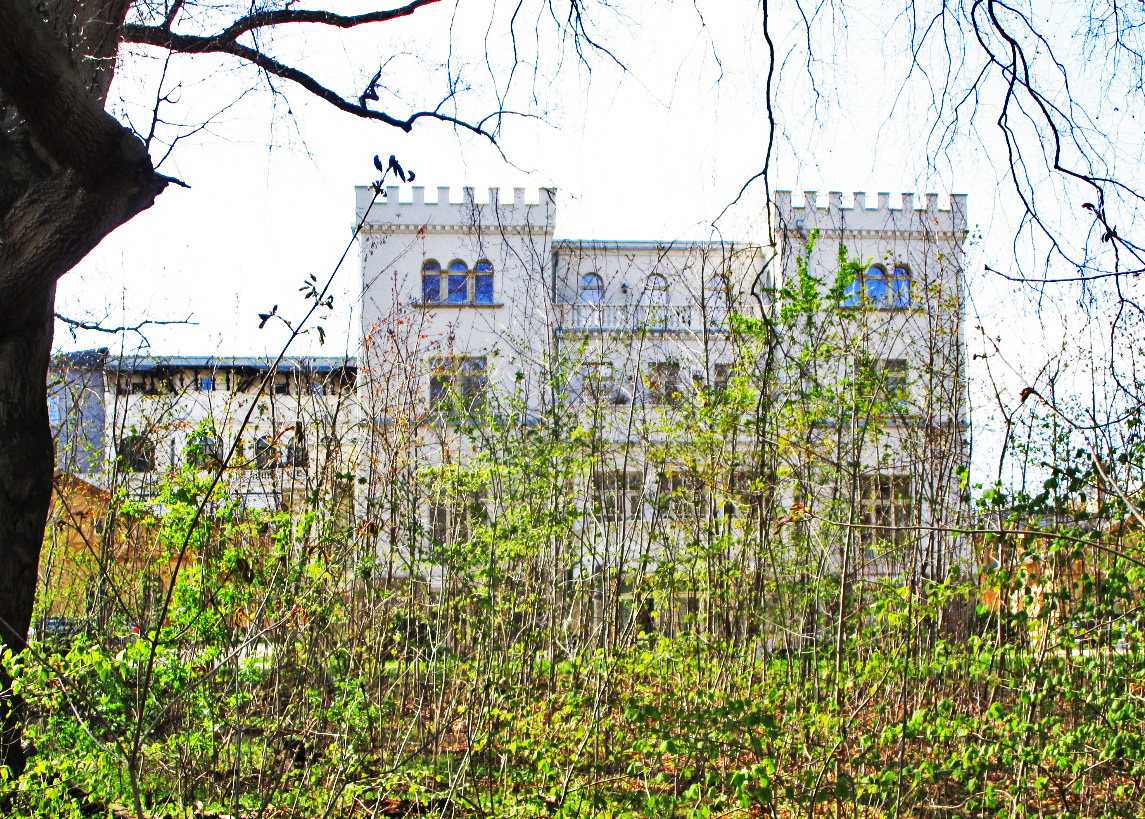
Parkseite (2021)

Der der Straße zugewandte Teil der Villa ist zweigeschossig und zeigt einen burgartigen Charakter mit breitem Eckturm, einem schmaleren als Treppenturm dienenden mit spitzer Haube und einem weiteren mit Spitzhaube. Das Walmdach und die Türme sind schiefergedeckt.
Die Parkseite zeigt ein anderes Bild. Sie ist dreigeschossig und im Tudor-Revival-Stil gehalten. Zwei zinnenbekrönte breite Eckteile mit Flachdach schließen einen mit Balkonen und einem halbrunden Vorbau im Erdgeschoss versehenen Mittelteil ein.
Die drei weiteren Gebäude auf dem Gelände sind einstöckig mit ausgebautem Dachgeschoss. Als Remisen bezeichnet, sind sie im Landhausstil errichtet und mit Fachwerkelementen versehen. Alle Gebäude der Anlage weisen einen hohen Wohnkomfort auf mit Parkett, Fußbodenheizung und großzügigen Bädern.

## Geschichte
Der Leipziger Verleger Christian Bernhard Tauchnitz (1816–1895), seit 1848 auch Besitzer der Rittergutes Kleinzschocher sowie ab 1860 Freiherr von Tauchnitz und einer der vermögendsten Bürger Sachsens ließ sich 1872/1873 vom Architekten Constantin Lipsius (1832–1894) auf einem zum Rittergutspark gehörenden Grundstück eine Villa errichten. Außerdem entstand eine Remise mit Gärtnerwohnung. 1865 hatte Lipsius bereits das Herrenhaus des Rittergutes schlossartig umgebaut. 1896 bis 1897 erfolgte eine Erweiterung der Villa in Gartenrichtung.

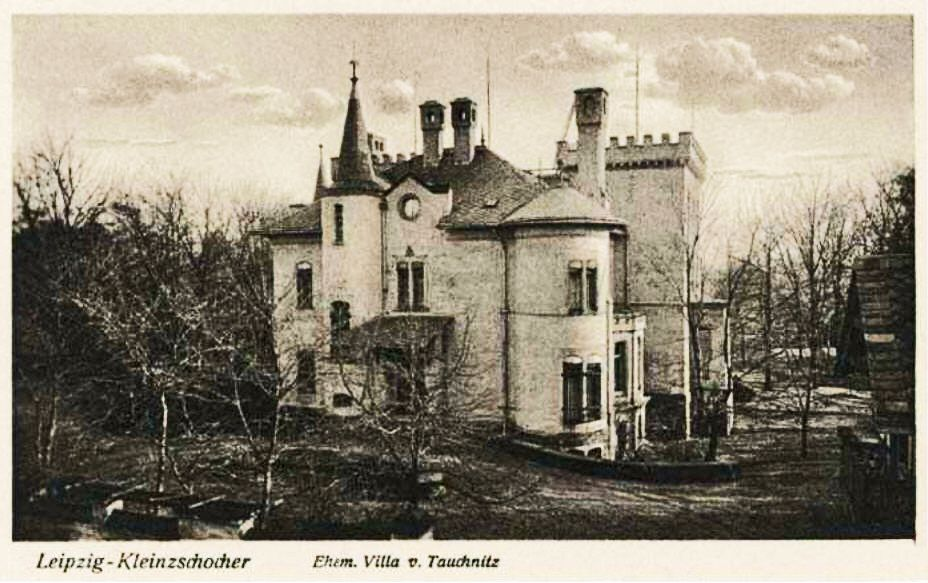
Postkarte aus den 1920er Jahren

1922 wurde die Villa durch den Leipziger Autohändler Richard Arthur Otto erworben, musste aber während der Weltwirtschaftskrise 1929 wieder aufgegeben werden. 1936/1937 wurden die Zinnen am Ostteil abgerissen und Walmdächer aufgesetzt. In den 1960er und 1970er Jahren erfolgten weitere bauliche Veränderungen. Es wurden Terrassen überbaut, Decken erneuert, Teilbereiche aufgestockt und ein neues Treppenhaus eingebaut. Danach war in der Villa ein Kinderheim untergebracht. Nach 1990 nutzte sie die Geschäftsstelle Südwest der Leipziger Wohnungs- und Baugesellschaft.
Inzwischen war die Immobilie in einem beklagenswerten Zustand. In einem Flyer heißt es: „Heute ist von der denkmalwürdigen Hülle nicht mehr viel vorhanden“. Nach dem Verkauf wurde die Villa Tauchnitz umfassend und denkmalgerecht restauriert. Es wurde der Zustand der Jahre 1873 und 1897 weitgehend wiederhergestellt, allerdings zum Beispiel ohne die Schornsteine, da nun keine Ofenheizung mehr vorhanden ist. Auch das Remisengebäude wurde saniert und zwei weitere der Art neu erbaut.